# Vojna luka Lora
Vojna luka Lora je luka posebne namjene u Splitu, sjedište Hrvatske ratne mornarice i jedine Pomorske baze u Hrvatskoj. Vojna pomorska baza Lora nalazi se u neposrednoj blizini poljudskog stadiona, u sjevernom dijelu grada, s pogledom na Kaštelanski zaljev, a prostire se na 53 hektara. Akvatorij luke obuhvaća prostor 100 m od obale i lukobrana, a obuhvaća površinu od 23 hektara. Izgrađena je za potrebe Jugoslavenske ratne mornarice.
U Lori se danas nalazi većina postrojbi HRM: Zapovjedništvo, Zapovjedna satnija, Flotila HRM (Zapovjedništvo flotile, Divizijun za površinska djelovanja, Divizijun za potporu, Protuminski divizijun, Odred rezidencijalnih brodova), Obalna straža Republike Hrvatske (Zapovjedništvo, 1. Divizijun), Bojna obalnog motrenja i obaviješćivanja, Učilište HRM "Petar Krešimir IV." U Lori se nalazi i Dom Hrvatske vojske u kojem se često organiziraju za javnost otvorene manifestacije - predstave, koncerti, skupovi, pa čak i sajmovi, a sportskim terenima se za treninge i nastupe koriste nogometaši NK "Krilnik". Prostorima u Lori privremeno se za predavanja koristi i Pomorski fakultet Sveučilišta u Splitu.